# Fracture
Pour les articles homonymes, voir fracture (homonymie).
Wikipédia ne donne pas d'avis médical : seul un professionnel (médecin, pharmacien, etc.) est habilité à le faire.

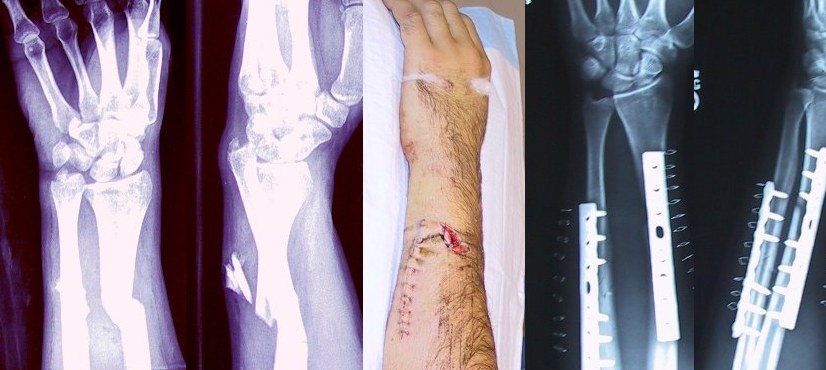
Exemple de fracture des os de l'avant-bras, et réparation avec plaques vissées de l'ulna et du radius

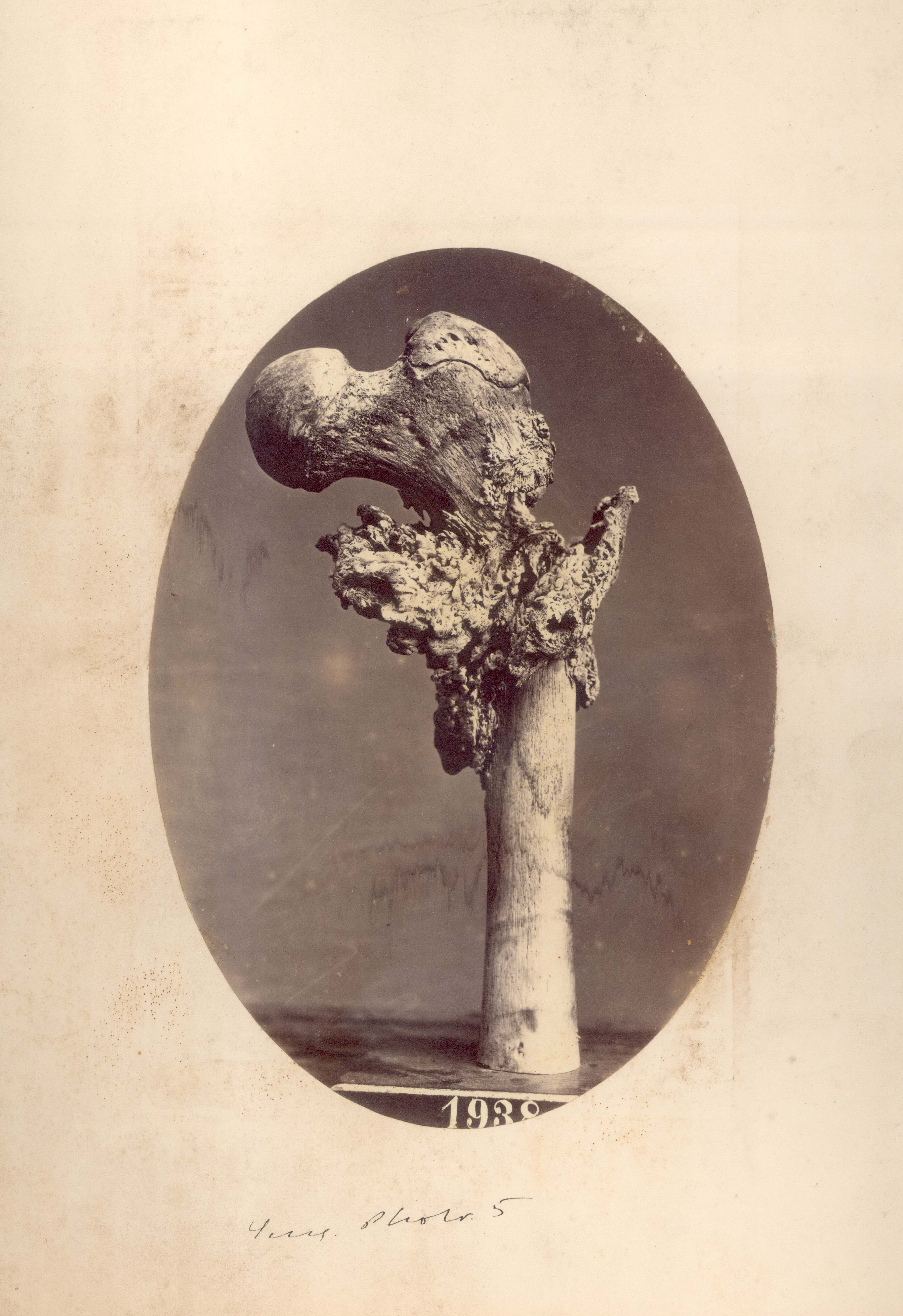
Mauvaise soudure du fémur gauche d'un soldat confédéré blessé le 3 juillet 1863 (jambe traversée par une balle de plomb lors de la guerre civile américaine ; Source : Archives médicales militaires des États-Unis)

Une fracture (Fx) est une rupture partielle ou complète d'un os. Dans les cas plus graves, l'os peut être cassé en plusieurs morceaux.

## Diagnostic
Les premiers éléments pouvant faire penser à une fracture sont :
- le mécanisme : choc, chute ;
- la douleur, soudaine et localisée ;
- l'impotence fonctionnelle : il est douloureux ou impossible d'effectuer certains mouvements ;
- la déformation : formation d'un œdème (gonflement), angulation du membre (fracture avec déplacement), enfoncement ;
- la présence possible d'un hématome.

Mais ces signes ne sont pas spécifiques et peuvent aussi indiquer un problème articulaire (entorse, luxation). À l'inverse, certaines fractures présentent des symptômes atténués, comme la fracture de l'enfant dite en « bois vert », ou une fêlure.
La radiographie est l'examen de choix pour démontrer la présence d'une fracture. Cependant, la radiographie peut passer à côté de certaines fractures, principalement les fractures récentes et sans déplacement. Il existe d'autre moyen de rechercher une fracture comme la scintigraphie ou la Tomodensitométrie (TDM, CT-SCAN).

## Complications possibles
Complications immédiates
- Ouverture : communication du foyer de fracture avec le milieu extérieur : fracture ouverte impliquant un risque infectieux ;
- Lésion vasculaire avec ischémie ;
- Lésion nerveuse.

Complications différées
- Pour assurer la cicatrisation osseuse, l'organisme va durant plusieurs semaines ou mois mobiliser du calcium, qu'il prélèvera notamment dans les os du squelette. Or si le patient a été dans les 20 ans précédents excessivement exposé au plomb, c'est à 80% dans l'os que le plomb non évacué par l'organisme aura été stocké. Une fracture peut donc parfois indirectement induire un relargage de plomb dans l'organisme (saturnisme).

## Très grande variété des fractures
- Selon l'anatomie topographique,
- Selon le siège sur l'os,
- Selon les rapports avec l'articulation : luxation, refend, ouverture à distance, etc.

### Traumatologie
- La fracture ouverte,
- La fracture comminutive : Fracture qui comprend plusieurs fragments intermédiaires échappant à la description.

### Médecine du sport
- La fracture de fatigue : par microtraumatismes répétés (décrit chez les jeunes recrues du contingent au début du XXe siècle, peut se voir aussi chez certains sportifs notamment chez les basketteurs et les coureurs à pied, et dans toutes les situations de stress mécanique sans entraînement préalable suffisant).

### Tumeurs, maladies métaboliques, dysplasies osseuses
- La fracture spontanée : due à la fragilisation de l'os causée par cancer (néoplasie), ostéoporose, ostéomalacie.
- Maladie : certaines maladies vont faciliter la fracture, celle-ci va se produire pour des situations non traumatiques chez les personnes saines : 
  - cancer secondaire des os,
  - déminéralisation (ostéoporose, ostéomalacie),
  - ostéogénose imparfaite (maladie des os de verre),
  - Ostéopétrose par mutation du gène CLCN7.

### Enfant
- La fracture en bois vert (uniquement chez l'enfant) : une face de l'os se présente en lamelle cassée et l'autre face de l'os est courbée.
- La fracture en motte de beurre : se produit lorsqu’un os « se tord » ou s’écrase légèrement sur lui-même. Le type le plus courant de fracture en motte de beurre chez les enfants se produit à l’avant-bras, près du poignet, en général après qu’ils tombent le bras tendu. La blessure touche le radius en particulier.
- Traitement chirurgical des fractures et décollements épiphysaires de l'enfant.

## Mécanisme
- Choc direct : la partie du corps reçoit un choc et se casse, le tissu cutané est fréquemment touché ;
- Choc indirect : une partie du corps reçoit un choc, l'onde de choc se propage dans les os et une autre partie distante, mais plus fragile se rompt ;
Par exemple, une personne chute et se reçoit sur la main, mais se casse le coude ;
- Flexion : l'os est sollicité en flexion ;
- Torsion : l'os est sollicité en torsion.

## Conséquences
Sauf à proximité d'un organe vital ou en cas de fracture ouverte, la fracture d'un os n'est souvent pas en elle-même dangereuse.

Le danger provient :
- de l'impotence fonctionnelle, notamment liée à la douleur (état de choc, évanouissement...) qui peut empêcher de fuir un danger, de se nourrir (personne isolée et sans moyen de prévenir les secours) ;
- d'éventuels dégâts provoqués par le déplacement des os fracturés ou d'esquille osseuse (neurologiques, vasculaires, cutanés (fracture ouverte)).

Ces facteurs peuvent être sources de séquelles à moyen et long terme. Les progrès de la médecine d'urgence, de la radiologie et du traitement - éventuellement chirurgical - des fractures, de même que ceux de la rééducation fonctionnelle (Kinésithérapie), ont pour but de limiter les séquelles.
Lors d'une fracture se produit un hématome local. 

### initiation du processus réparatoire naturel
Une inflammation permet l'apport de macrophages qui vont initier la réparation. Les cellules souches sont recrutées, se transformant en chondroblastes ou en ostéoblastes permettant la régénération osseuse. Plusieurs facteurs de croissance sont impliqués, dont le VEGF. Une étude (2018) a aussi montré que dans l'os, sa partie céramique (hydroxyapatite, minérale) génère au moment d'une microfracture osseuse une production piezzoélectrique (plus intense que celle du collagène et momentanément assez forte pour éclairer une ampoule électrique). Le champ électrique ainsi généré tue les cellules proches qui vont alors libérer dans l'organisme des substances chimiques qui vont attirer les cellules responsables de la réparation des microfractures. Des prothèses intégrant des matériaux à flexoélectricité similaire à celle des os pourraient être mieux et plus durablement acceptées par le corps humain.

## Fractures selon l'anatomie topographique

### Traumatisme craniocérébral
Dans le cas d'un traumatisme crânien, la rupture de l'os n'est pas en soi problématique, c'est l'atteinte neurologique qu'il faut craindre.
En effet, le choc à la tête peut provoquer une flexion violente du cou et donc un traumatisme des cervicales. Par ailleurs, il peut se produire une atteinte du cerveau même en l'absence de fracture. Il faut notamment craindre la formation d'un hématome qui peut comprimer une partie du cerveau.
Cela peut être révélé par l'examen neurologique :
- troubles de la conscience, du comportement ;
- troubles de la mobilité ou de la motricité des extrémités, doigts et orteils : sensation de fourmillements, insensibilité, impossibilité de bouger ;
- anomalie des réflexes pupillaires, et notamment dissymétrie des pupilles (une est dilatée, l'autre contractée).

### Traumatisme thoracique
La fracture d'une ou plusieurs côtes rend la respiration douloureuse, difficile. Elle peut entraîner une atteinte des poumons, et notamment un hémothorax (le poumon se remplit de sang) ou un pneumothorax (le poumon a une « fuite d'air » et ne peut plus jouer son rôle), qui peut mettre en jeu le pronostic vital.
Outre la douleur et la difficulté respiratoire, on peut avoir :
- des crachats de sang, avec un sang bien rouge et contenant des bulles ;
- un « volet costal » : une partie de la poitrine bouge à contresens de la respiration : elle s'abaisse à l'inspiration et s'élève à l'expiration.

### Épaule, ceinture scapulaire et humérus

#### Fracture de la clavicule

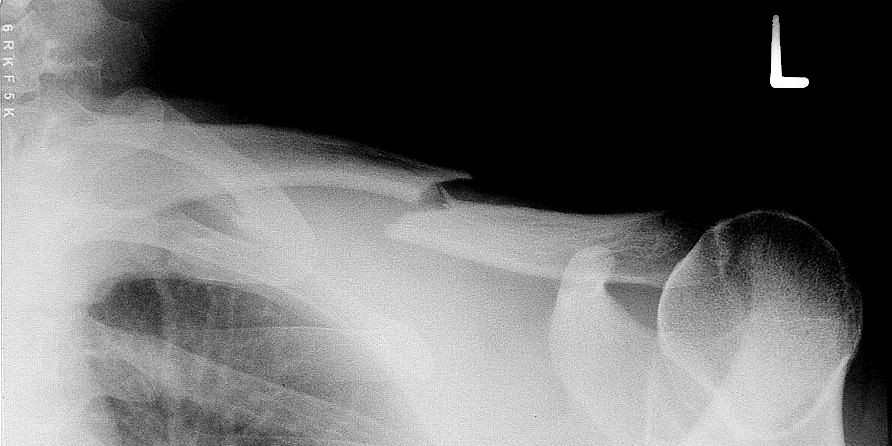
Fracture de clavicule (l'une des fractures les plus fréquentes)

Cette fracture est extrêmement fréquente et intéresse environ 5 % des entrants aux urgences hospitalières. Elle a lieu le plus souvent au tiers moyen de la diaphyse. Elle peut survenir chez le nouveau-né à la suite d'un accouchement difficile (fracture obstétricale).

### Bassin et membre inférieur
- Fracture du bassin ou de l'anneau pelvien : Un des risques de la "fracture du bassin" est la section de l'urètre. Parmi les signes caractéristiques, on peut avoir :
- une perte d'urine (vêtement mouillé), mais qui peut aussi être dû au stress ou a une perte de conscience ;
- une douleur lorsque l'on exerce une pression prudente sur les ailes iliaques (côtés du bassin).

Cependant, le risque principal est hémorragique, le bassin étant un os spongieux bien vascularisé et entourés de tissus mous qui n'opposent pratiquement aucune résistance à la formation d'un hématome. La perte de sang peut atteindre 2 litres, ce qui peut provoquer de graves complications (choc hypovolémique).
- Fracture du col du fémur ;
- Fracture du tibia ;
- Fracture double.

### Membres supérieurs et main
- Fracture de Pouteau-Colles.

### Traumatisme de la colonne vertébrale
La colonne vertébrale est le lieu où transite la moelle épinière, qui est une partie du système nerveux central, et les racines nerveuses, qui font partie du système nerveux périphérique. Un traumatisme de la colonne vertébrale peut mettre en danger ces structures et donc provoquer une altération de la sensibilité (fourmillements : paresthésies, absence de sensation : anesthésie, diminution de sensation : hypoesthésie) ou de la motricité (paralysie), qui peut être irréversible. Dans l'état actuel des connaissances médicales, on ne sait pas réparer les lésions neurologiques à ce niveau.
Dans certains cas, le traumatisme n'a pas provoqué de lésion de la moelle épinière, mais il rend la colonne vertébrale instable : en cas de mouvement, il peut y avoir création d'une lésion neurologique et donc de troubles de la motricité ou de la sensibilité.

### Chez l'enfant, ou le sujet à un certain stade de croissance
Voir Traitement chirurgical des fractures et décollements épiphysaires de l'enfant

## Soins
La fracture est un traumatisme devant être pris en charge par un médecin.

### Avant l'arrivée des secours
Le principal risque est de bouger la victime : cela risque de faire bouger la fracture, et donc de provoquer ou d'aggraver une blessure interne. Il faut donc laisser la victime sur place (sauf nécessité d'un dégagement d'urgence), lui recommander de ne pas bouger et interdire à une autre personne de la faire bouger.
- Si la personne se plaint de douleurs au dos ou au cou,
- ou si elle présente une blessure ou un enfoncement sur la tête, ou qu'elle a une attitude incohérente (humeur changeante, difficulté à se localiser, à parler, perte de mémoire, somnolence),
- ou si elle présente un saignement du nez ou des oreilles,
- ou si elle a fait une chute de grande hauteur ou qu'elle a été renversée par un véhicule,

on soupçonnera toujours une atteinte des vertèbres cervicales (cou). Il faut alors, en attendant les secours, effectuer un maintien de tête : on se place à genoux dans l'axe du corps, du côté de la tête et en regardant vers les pieds, on pose ses avant-bras sur ses genoux et on maintient la tête de la victime dans la position où on l'a trouvée, en faisant attention de ne pas boucher les oreilles.
Si la victime tombe inconsciente (ne parle pas, ne réagit pas) mais respire (voir bilan), il faut la tourner sur le côté, en position latérale de sécurité (PLS), malgré les traumatismes supposés ; on tournera du côté qui est blessé. Ceci a pour but d'éviter à la victime de s'obstruer les voies respiratoires en cas de vomissement, qui ont lieu dans 90 % des cas lors de ce genre de traumatisme.
Si la personne n'arrive pas à bouger ses doigts ou ses orteils, il y a un risque de section de la moelle épinière. Il ne faut pas mobiliser la victime mais rester près d'elle et attendre les secours.

### Prompts secours
Après s'être occupée des fonctions vitales, l'équipe de secouriste doit immobiliser le siège de la fracture afin d'éviter une aggravation du traumatisme lors des mouvements liés à l'évacuation (relevage, brancardage, éventuellement mise en PLS si la victime tombe inconsciente).
Il faut pouvoir observer directement la partie blessée, et notamment l'aspect de la peau, et détecter une éventuelle plaie. Il faut donc retirer les vêtements de la partie en cause. Si cela ne peut se faire sans mobiliser la victime, il faut découper les vêtements.
La contention (et non l'immobilisation) se fait en général par une pose d'attelle. Dans le cas d'un membre, il se peut que la pose d'attelle nécessite un réalignement de la fracture (réduction) ou une mobilisation de l'articulation ; cela se fera dans ce cas sous le contrôle d'une équipe médicale (ou paramédicale) et sous sédation.
Types de contention :
- pour le rachis cervical : pose d'un collier cervical ; cela nécessite un alignement de la tête avec le torse, geste fait par le secouriste avec l'assistance de la personne si elle est consciente, dangereux (vomissement, etc.) en cas de coma, habituellement sans contrôle médical sauf en cas de douleur (utilité dans ce cas ?) ;
- pour le poignet et l'avant-bras : pose d'une attelle de bras, soutenue par une écharpe ;
- pour le bras : pose d'une écharpe droite et d'une contre-écharpe ;
- pour l'épaule : pose d'une écharpe diagonale ;
- pour le pied, la jambe et le genou : pose d'une attelle de jambe ;
- pour la cuisse (fémur), le bassin et le dos : nécessite normalement une prise en charge médicale (smur), avec sédation et pose d'une attelle de traction pour le fémur ;
 l'immobilisation se fait soit par un sanglage sur un plan dur, soit avec un matelas immobilisateur à dépression ;
- pour la tête : immobilisation du cou avec un collier cervical par précaution (le traumatisme crânien est fréquemment associé à un traumatisme cervical).

Pour un traumatisme à un membre, on tente d'enlever tous les objets (bague, bracelet, chaussure) avant que le membre ne gonfle ; on surveillera les extrémités : coloration, chaleur, pouls distant (radial ou pédieux).

### Intervention orthopédique
- Réduction.
- Contention de durée aussi brève qu'utile par plâtre chirurgical, corset, plaque métallique, broche ou autre (botte orthopédique par exemple, pour les fractures de la cheville ou du pied).
- Prévention des escarres.
- Rééducation (kinésithérapie).

### Étapes de consolidation d'une fracture
La consolidation d'une fracture comporte plusieurs étapes.
1. Les vaisseaux sanguins s'étant rompus lors de la fracture, il y a un hématome qui se forme.
2. Une éclisse se constitue en joignant les extrémités de la fracture. De nouveaux capillaires sont en croissance, les tissus morts sont phagocytés. Des cellules de tissu conjonctif (matrice cartilagineuse, matrice osseuse, fibres collagènes) se massent: c'est un cal fibreux.
3. Le cal fibreux est progressivement remplacé par le cal osseux: les ostéoblastes et les ostéoclastes se multiplient en migrant du périoste vers l'intérieur.
4. Au bout de 6 à 8 semaines, le cal osseux est remanié pour devenir permanent et résistant. L'os est consolidé.

### Autres
Plusieurs techniques ont été décrites afin d'accélérer la consolidation osseuse : stimulation électromagnétique, ultrasons de basse intensité... Leur efficacité est soit médiocre, soit sans preuve solide,.
Une alimentation riche en fruits et légumes semble (avec un niveau de preuve toutefois assez faible) améliorer la cicatrisation osseuse.